# Brasil Hot 100 Airplay
La Brasil Hot 100 Airplay è la classifica ufficiale dell'airplay dei singoli in Brasile, istituita nel 2009.
La prima canzone ad aver raggiunto il primo posto in classifica è stata Halo di Beyoncé, mentre la cover di I Want to Know What Love Is dei Foreigner eseguita da Mariah Carey detiene il record di singolo con la più lunga permanenza al numero uno (27 settimane).

## Record

### Singoli con più settimane al numero uno
- I Want to Know What Love Is - Mariah Carey (27 settimane)
- Amar Não é Pecado - Luan Santana (12 settimane)
- Someone like You - Adele (11 settimane)
- Talking to the Moon - Bruno Mars  (9 settimane)
- Química do Amor - Luan Santana featurting Ivete Sangalo (8 settimane)
- Halo - Beyoncé (8 settimane)
- Adrenalina - Luan Santana (7 settimane)
- Ai Se Eu Te Pego - Michel Teló (6 settimane)
- Zen - Anitta (6 settimane)
- Um Beijo - Luan Santana (5 settimane)
- We Found Love - Rihanna featuring Calvin Harris (5 settimane)

### Artista con il maggior numero di singoli al primo posto
- Luan Santana (8)

### Artista con il maggior numero di singoli consecutivi al primo posto
- Luan Santana (8)

### Artisti con più settimane al numero uno
27 - Mariah Carey
16 - Rihanna
15 - Shakira
15 - Lady Gaga
13 - Adele
12 - Britney Spears
10 - Coldplay
9 - Bruno Mars
9 - Katy Perry
7 - The Black Eyed Peas